# Rischi-Sarg

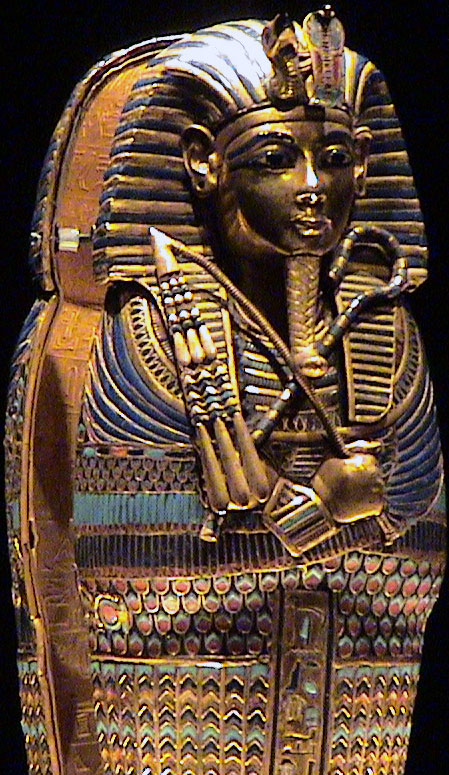
Miniatursarg des Tutanchamun mit Rischi-Dekor

Rischi-Sarg (von arabisch, Rischi, Feder) oder Federmuster-Sarg ist die moderne Bezeichnung für einen altägyptischen Sargtyp, der vor allem in der Zweiten Zwischenzeit (circa 1650–1550 v. Chr.) beliebt war.

## Typus und Motiv

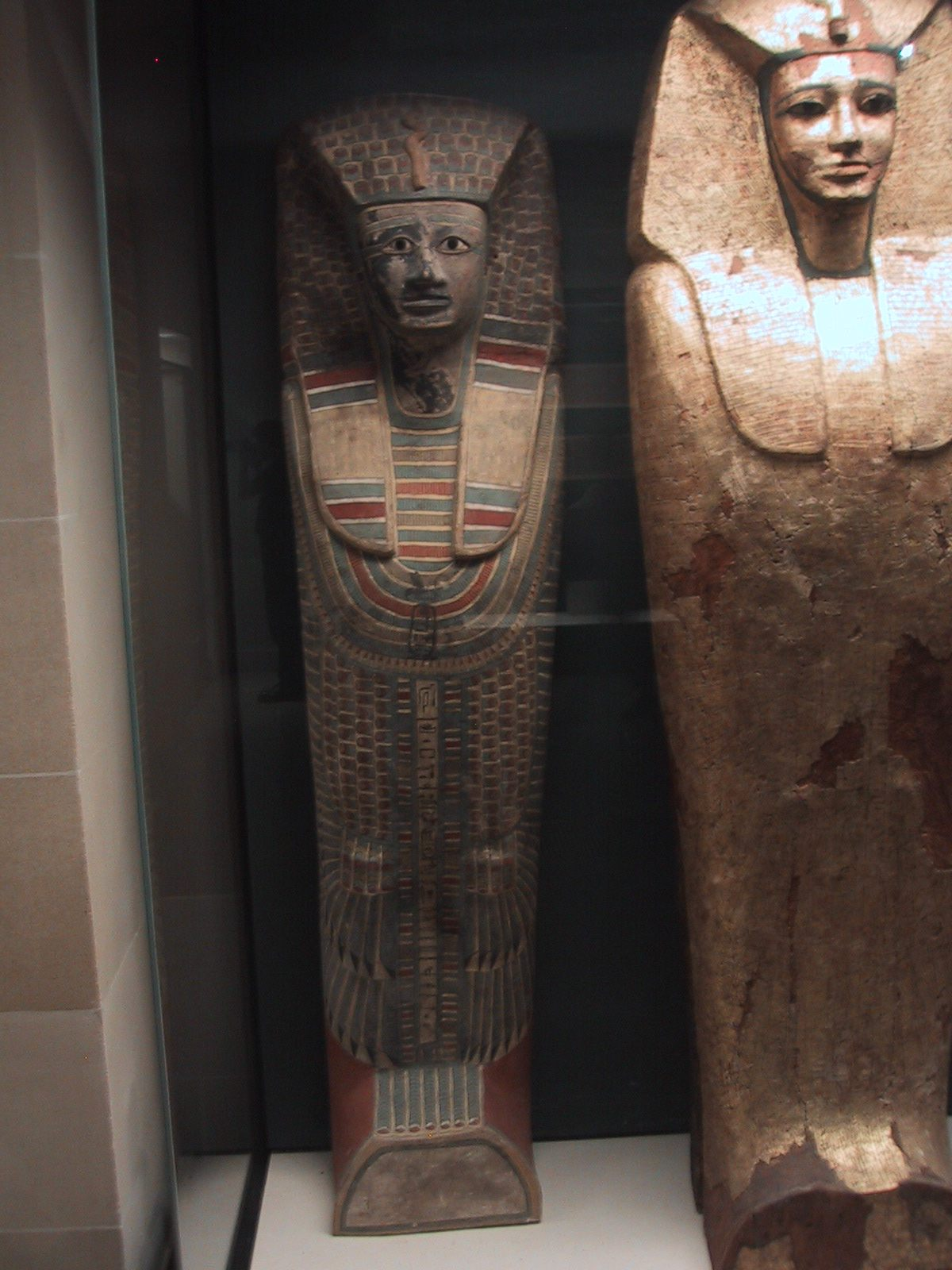
Rischi-Sarg einer Privatperson (Louvre), von König Sechemre-heru-her-maat Anjotef usurpiert

Rischi-Särge sind zuerst anthropoid („menschenartig“), dann anthropomorph („menschengestaltig“) und haben ihren Namen von einem fast den ganzen Sargdeckel überziehenden Federdekor, das das Gefieder eines Greifvogels nachahmt. Dieses neue Dekorationsschema taucht ungefähr ab der 12. Dynastie in Theben auf. Die Särge haben eine Länge von bis zu 3 m und gehören damit zu den größten ägyptischen Särgen überhaupt.
Die Rischi-Särge lassen sich in zwei zeitlich und ikonografisch unterschiedliche Gruppen einteilen. Die „ältere Gruppe“ weist eine streng geometrische Federmusterung mit ornamentalem Charakter auf. Zu den Hauptvertretern dieser Gruppe zählen die königlichen Särge von Nub-cheper-Re Anjotef, Sechemre-Wepmaat Anjotef, Seqenenre und Ahhotep II., alle aus der Zeit der 17. Dynastie, sowie der Sarg des Hornacht, welcher ein Musterbeispiel für diesen Sargtyp darstellt. Typisch für die „jüngere Gruppe“ ist im Unterschied dazu ein den Körper einhüllendes Federgewand mit übereinander geschlagenen Flügeln, wie es sich beispielsweise beim innersten, goldenen Sarg aus dem Grab Tutanchamuns findet.

### Ikonografie

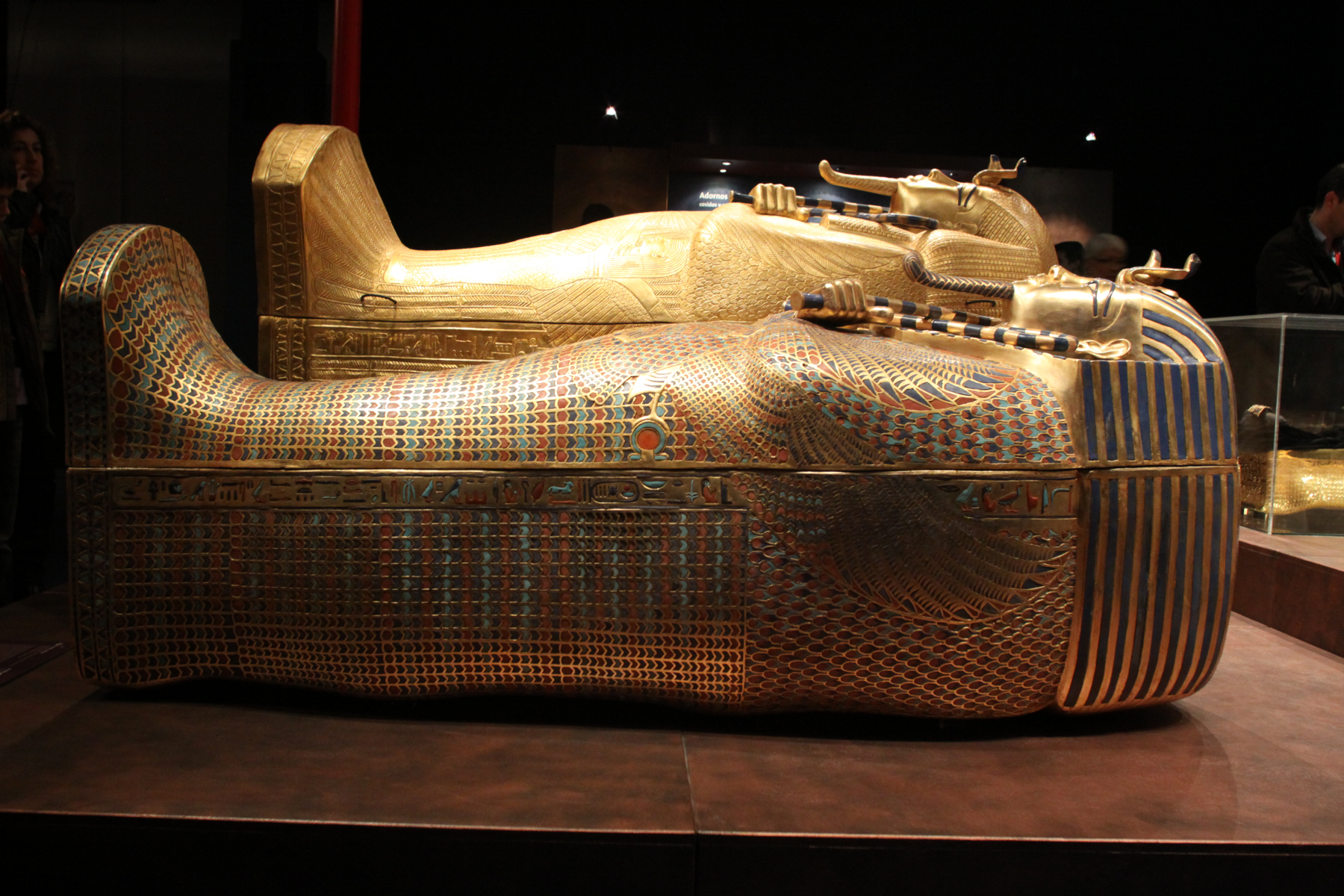
Zweiter (Vordergrund) und innerster Sarg des Tutanchamun, Ägyptisches Museum Kairo

Anhand des Sarkophags des Hornacht lässt sich ein gewisser Grundtypus beschreiben. Über dem Fußteil des Sargs befindet sich in Längsrichtung eine Federmusterung als stilisierte Wiedergabe eines Gefieders. Die erste Federreihe besteht aus runden Federn ohne Binnenzeichnung. Die einzelnen Federn der 2. und 3. Reihe sind detaillierter, in schematisierter Form. Bei den Federn sind die Federspule, der Federschaft, die Federäste und die Bogenstrahlen erkennbar, nur die Hakenstrahlen fehlen.
Darüber befindet sich ein längs ausgerichtetes, vor den Körper ausgebreitetes Flügelpaar, dass den Sargdeckel fast vollständig bedeckt. Jeder Flügel besteht aus drei unterschiedlich langen Federreihen (Hand- und Armschwingen), welche von innen nach außen in Richtung des Sargrandes gerichtet sind und teilweise mit diesem abschließen. Über der Federstruktur in der Mitte verläuft ein durch eine „Farbenleiter“ begrenztes Band, welches mit einer Inschrift versehen ist. Bei dieser handelt es sich häufig um eine Opferformel mit Titel und Namen der verstorbenen Person. Unter der Federmusterung erkennt man eine Andeutung der Knie und der Schienbeine.
Über den Flügeln liegt ein schmaler Halskragen aus tropfenförmigen Perlen auf der Brust, an dessen Enden sich 2 Verschlüsse in Form von Falkenköpfen befinden. Am Falkenhalskragen ist ein Brustschmuck befestigt, der eine Uräusschlange mit aufgeblähtem Brustschild und einen Geier mit ausgebreiteten Flügeln zeigt. Diese symbolisieren sowohl das Götterpaar Nechbet und Uto als auch Isis und Nephthys. Falkenhalskragen und Uräus-Geier-Brustschmuck gehören gleichzeitig auch zur entsprechenden Mumienausstattung, zu der in der 17. Dynastie bei königlichen Bestattungen u. a. auch ein Pektoral oder Diadem zählen können.
Als Kopfbedeckung dient das Nemes-Kopftuch, welches ausschließlich bei Königen sowie bei Särgen von männlichen und weiblichen Privatpersonen dargestellt wird. Privatleute nutzten darüber hinaus seit dem Mittleren Reich noch einige andere Herrschaftsinsignien als symbolische Grabbeigaben, die man auf Gerätefriesen auf den Särgen vorfindet. Die weiblichen Mitglieder der Ahmosiden trugen hingegen eine Langhaar- oder Strähnenperücke, die Uräusschlange und wahlweise eine zusätzliche Geierhaube.
Auf anthropomorphen Särgen wird das Gesicht häufig idealisiert dargestellt. Eine Ausnahme bilden dabei die königlichen Särge der Ahmosiden, welche recht porträthafte Züge aufweisen. Bis zu Amenophis I. weisen die Gesichter eine fleischige Kinnform und eine spezielle Form der Augen auf, die leicht nach innen geneigt sind und ihre größte Öffnung im inneren Augenwinkel haben. Auch scheinen sie nicht soweit aufgerissen zu sein wie in der frühen 18. Dynastie.

### Übergang zum anthropomorphen Sarg
Zur Tradition der älteren Gruppe zählen auch die Sarkophage der Königsgemahlinnen Ahhotep I., Ahmose-Nefertari und Ahmose-Meritamun II., deren ikonografische Neuerung in plastisch ausgearbeiteten Armen mit überkreuzten Händen bestand. Diese stellen ein Bindeglied zwischen der älteren und der jüngeren Gruppe dar. Arme und Hände sind Zeichen einer Vermenschlichung und leiten den Übergang zum rein anthropomorphen Sarg ein. Bis dahin symbolisierte der Menschenkörper mit Federkleid und Vogelflügeln einen Menschen- oder Seelenvogel (Ba).

### Der Sarg als „Leib der Nut“

Göttin Nut mit ausgebreiteten Flügeln, Grabschatz des Tutanchamun

Häufig findet man Darstellungen von Isis und Nepthtys an den Füßen von Rischi-Särgen. Das rischi-Motiv ist aber auch ein Ikon der menschengestaltigen Himmelsgöttin Nut in Erscheinungsform mit ausgebreiteten Flügeln, die in dieser weiblichen Triade eine zentrale Stellung einnimmt. Isis und Nephthys wirken dabei als verschiedene Erscheinungsformen der Nut als Göttinnen der Empfängnis und Geburt.
Eine enge Verbindung zwischen der Himmelsgöttin Nut und den Sarkophagen besteht bereits seit dem Alten Reich. Auf dem Papyrus Louvre 3148 spricht Nut als Mutter und Sarg:

„Diese Mutter (d. h. Nut) sagt:
«Deine (irdische) Mutter hat dich zehn Monate getragen.
Sie hat dich drei Jahre genährt.
Ich trage dich eine unbestimmte Zeit.
Ich werde dich nie gebären».“

Demnach wird der Sarg als „Leib der Nut“ aufgefasst, in deren Armen der Tote ruht. Ihr Schutz verhindert seinen zweiten Tod. Der Sarg erhält auch den Titel „Herr des Lebens“, weil er dem Toten im Leib der „Himmelsgöttin“ und „göttlichen Mutter“ Nut eine zyklische jenseitige Wiedergeburt ermöglicht.

### Schlussdeutung
Der Rischi-Sarg vereint somit zwei zentrale Themen des ägyptischen Totenglaubens: den himmlischen Aufstieg der Seele als Ba und die jenseitige zyklische Wiedergeburt des Verstorbenen. Diese finden im Sarg eine ikonografische Entsprechung in Form eines anthropoiden Mischwesens als gefiederter Menschenleib mit Vogelflügeln.
Weiterhin symbolisiert das rischi-Motiv die Vereinigung des Re (Ba) mit Osiris (dem Leichnam), als dem „Urbild der individuellen Unsterblichkeit“.
Das Federkleid der Särge ist gleichzeitig auch Ikon für die Verbindung zwischen Geier (Nut) und Königsgemahlin sowie dem Falken (Horus) und dem König.

## Geschichte
Die ersten anthropoiden Särge wurden in Ägypten im Laufe des Mittleren Reiches produziert. Es handelt sich immer um einen inneren Sarg eines Sargensembles, dessen äußerer Sarg kastenförmig ist. In der Zweiten Zwischenzeit werden die kastenförmigen Stein- und Holzsarkophage aus dem Alten und Mittleren Reich durch die Rischi-Sargform abgelöst, bei denen es sich meist um einzelne Särge handelt, die nicht Teil eines Sargensembles sind. Die anthropoide Form ist charakteristisch für die späte 17. und frühe 18. Dynastie und wird durch die anthropomorphe Sargform ersetzt. Dieser bleibt dann der Standardtypus bis in die griechisch-römische Zeit.

### Entwicklung der Privatsärge
Die wahrscheinlich ältesten Rischi-Särge datieren in die 13. Dynastie und gehören dem „Schreiber der großen Einzäumung“ Neferhotep und dem „Vorsteher der Stadt“ Iuy. Beide Särge sind jedoch nur aus Beschreibungen der Ausgräber bekannt und heute nicht mehr erhalten. Alle erhaltenen Königssärge der 17. Dynastie sind Rischi-Särge. In diese Zeit datieren auch zahlreiche Exemplare von Privatleuten, wie der Sarg des Teti (Kairo TR 19.11.27.5) oder der des „Königsbekannten“ Hornacht. Typisch für viele dieser Särge ist das Fehlen von Personennamen. Die meisten dieser Särge stammen aus einer thebanischen Serienproduktion, bei der der Name des Verstorbenen noch freigelassen wurde. So handelt es sich z. B. bei den Särgen von Sechemre-heru-her-maat Anjotef (Louvre E 3020) und Kamose (Kairo 14.12.27.12) um sekundär wiederverwendete anonyme Privatsärge, die nachträglich mit dem jeweiligen Königsnamen beschriftet wurden. Bei nicht-königlichen Bestattungen wird der Rischi-Sarg zur Zeit von Thutmosis III. dann durch den „Weißen Sargtypus“ abgelöst.

### Archaismus in der 21. Dynastie
Bei königlichen Bestattungen bleibt der Rischi-Sarg bis zur Zeit von Tutanchamun vorherrschend und erfährt dann nochmal in der 21. Dynastie eine Renaissance unter Psusennes I. Dessen Silbersarg (Kairo JE 85912) hat wieder eine anthropomorphe Gestalt und bedeutet eine Rückkehr zum ornamentalen rischi-Dekor der älteren Sarggruppe. In dieser Zeit fand auch die Restaurierung und Umbettung der alten Königssärge aus der 17. Dynastie zuerst ins Grab der Ahmose-Inhapi und später dann in die Cachette von Deir el-Bahari statt. Mit der Umbettung entdeckte man auch die rischi-Särge wieder neu und begann diese zu kopieren, sowohl bei königlichen als auch bei privaten Bestattungen.